# 若林由晃
若林 由晃（わかばやし よしてる、1988年11月7日 - ）は、クルマのフリーライター、監修者。ほか自動車セールス、自動車整備士/マイカーコンシェルジュ（クルマ専門家）。

## 人物
長野県で代々継がれる車販・整備工場を営む家に生まれ、エンジンオイルとガソリンの香りにまみれながら育つ、根っからのカーガイ。野球好き

## 来歴
自動車整備専門学校を上位の成績で卒業後、大手自動車メーカー系列のディーラーで整備と中古車販売を経験。2019年に個人向けカーリースのセールスに転身。立ち上げたばかりのの中古カーリース事業をけん引。さらに、中古カーリースの事業開発の経験をもとに、新たに加盟店事業を立ち上げ、販売網や整備対応店舗の増店と協力店のスタッフ育成を行う。
また、自動車分野の深い知識をかわれ、自動車メディアの記事監修や専門家としてのコメント対応を行う。

## 担当作品

### 監修記事

#### カルモマガジン
軽自動車リースにデメリットはある？リースのしくみや失敗しないコツを紹介

#### おトクにマイカー 定額カルモくん
【2022年最新版】おすすめカーリースや人気車種のお得な選び方を紹介

### 取材記事

#### くるまのニュース
定額カルモくんの評判は？実際の利用者の口コミやサービスのしくみを解説

#### カーデイズ
カーリースで人気の「定額カルモくん」が急成長した背景と今後の展望は？事業部へ突撃インタビュー！